# Subait Khater
Subait Khater Fayel Khamis Al-Mekhaini (Al Ain, 27 febbraio 1980) è un calciatore emiratino, centrocampista dell'Al-Jazira.

## Palmarès
- Campionato emiratino: 6

Al-Ain: 1997-1998, 1999-2000, 2001-2002, 2002-2003, 2003-2004
Al-Jazira: 2010-2011
- Coppa degli Emirati Arabi Uniti: 5

Al-Ain: 1998-1999, 2000-2001, 2004-2005, 2005-2006
Al-Jazira: 2010-2011
- Coppa dei Campioni del Golfo: 1

Al-Ain: 2001
- AFC Champions League: 1

Al-Ain: 2002-2003